# BR-Klasse 47
Die Klasse 47 der British Rail ist eine Baureihe von Diesellokomotiven mit elektrischer Leistungsübertragung, die in den 1960er Jahren von Brush Traction entwickelt wurde. Insgesamt 512 Exemplare der Klasse 47 wurden zwischen 1962 und 1968 bei den Crewe Works und den Falcon Works von Brush Traction in Loughborough gebaut, was sie zur zahlreichsten Klasse britischer Streckendiesellokomotiven machte.
Sie waren mit der Zwei-Bank-Zwölfzylindereinheit 12LDA28C von Sulzer ausgestattet, die 2750 PS (2050 kW) leistete – später wurde diese Leistung jedoch auf 2580 PS (1920 kW) reduziert, um die Zuverlässigkeit zu erhöhen – und werden seit über 55 Jahren sowohl in Personen- als auch in Güterzügen der britischen Eisenbahn eingesetzt. Trotz der Einführung modernerer Lokomotivserien und der zunehmenden Elektrifizierung des britischen Eisenbahnnetzes ist immer noch eine beträchtliche Anzahl auf dem Netz von Network Rail im Einsatz. Darüber hinaus werden bei Museumsbahnen Lokomotiven dieser Klasse eingesetzt. Im Januar 2020 gab es noch 78 Lokomotiven der Baureihe 47. Weitere Exemplare wurden in die Klasse 57 umgerüstet.

## Geschichte
Die Geschichte der Class 47 beginnt in den frühen 1960er Jahren mit dem erklärten Ziel der British Transport Commission (BTC), den Einsatz von Dampflokomotiven bei British Railways (BR) bis 1968 zu beenden. Um dieses Ziel zu erreichen, wurde die umfangreiche Beschaffung leichter Diesellokomotiven des Typs 4 vorgesehen. Hierfür wurden Lokomotiven mit einer Leistung von mindestens 2500 PS (1900 kW), aber mit einer Achslast von nicht mehr als 19 Tonnen (long tons) benötigt. Die von der Western Region von BR beschafften dieselhydraulischen Lokomotivtypen nach deutschen Lizenzen erfüllten diese Anforderungen zwar, die BTC war jedoch angesichts anhaltender technischer Probleme und Schwächen nicht davon überzeugt, dass darin die Zukunft der Dieseltraktion bei British Railways liegen würde. Sie begann daher, verschiedene dieselelektrische Konstruktionen zu prüfen.
Ursprünglich schrieb die BTC den Bau von 100 Lokomotiven nach der neuen Spezifikation aus. Es gingen die folgenden Vorschläge ein:
- Ein Konsortium von Birmingham Railway Carriage and Wagon Company (BRCW), Associated Electrical Industries (AEI) und Sulzer bot eine Produktionsversion ihres zu dieser Zeit im Bau befindlichen und mit Dampf- wie auch Elektroheizung ausgestatteten Prototyps D0260 LION an,[2]
- Brush Traction bot drei Optionen an: eine Produktionsversion ihres im Bau befindlichen zweimotorigen Prototyps D0280 Falcon[3] oder eine einmotorige Konstruktion mit einem Sulzer-Motor oder dem English Electric 16CSVT, einschließlich Dampfheizung mit einer Option für elektrische Beheizung
- English Electric bot einen Entwurf an, der auf dem späteren DP2-Prototyp basiert
- North British Locomotive Company bot eine Sulzer-angetriebene Konstruktion mit Dampf- und Elektroheizung an

Von diesen Angeboten war das BRCW/AEI/Sulzer-Angebot die bevorzugte Option, aber bevor die Prototypen bewertet werden konnten, wurde der Bedarf an einer großen Anzahl von Lokomotiven schnell als vorrangig erachtet, und die BTC entschied sich für einen neuen Ansatz: Es wurde beschlossen, die endgültige Bestellung von zwanzig Lokomotiven der Baureihe 46 zu annullieren und Angebote für zwanzig Lokomotiven der neuen Spezifikation des Typs 4 unter Verwendung der für die annullierte Bestellung vorgesehenen elektrischen Ausrüstung von Brush auszuschreiben. Das Gebot für diese neue Bestellung fiel zugunsten von Brush aus.
Dieser ursprüngliche Bau von 20 Lokomotiven (Nr. D1500 bis D1519) unterschied sich mechanisch von den übrigen Lokomotiven des Typs, die von Westinghouse gelieferte Bremssysteme verwendeten, und sollte früher als die übrigen Lokomotiven der Baureihe, die Metcalfe-Oerlikon-Bremsen verwendeten, ausgemustert werden. Auf dieser Grundlage und dem Erfolg der LION wurde jedoch ein Auftrag über 270 Lokomotiven erteilt, der später mehrmals nach oben korrigiert wurde, bis schließlich insgesamt 512 Maschinen geliefert wurden. Fünf Lokomotiven, Nr. D1702 bis D1706, wurden mit einem Sulzer V12 12LVA24-Motor ausgerüstet und als Klasse 48 klassifiziert; der Versuch wurde nicht als Erfolg gewertet, und sie wurden später zu Standardlokomotiven der Baureihe 47 umgebaut.

## Im Dienst

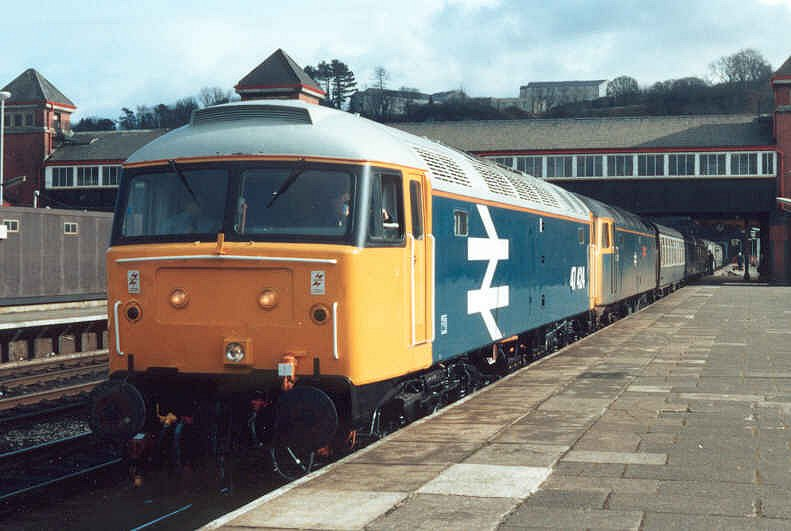
Zwei Lokomotiven der Baureihe 47, Nr. 47424 und 47607, im Bahnhof von Bangor mit einem Personenzug im Jahr 1987

Schließlich wurden 310 Lokomotiven von Brush in Loughborough und die restlichen 202 in den Crewe Works von BR gebaut. Die ersten 500 Lokomotiven wurden von D1500 bis D1999 fortlaufend nummeriert, die übrigen zwölf von D1100 bis D1111. Die Lokomotiven arbeiteten in allen Regionen von British Rail im Personen- und Güterverkehr. Eine große Anzahl wurde als Ersatz für Dampflokomotiven eingesetzt, vor allem im Schnellzugdienst.
Die Lokomotiven, von denen 81 für den Güterverkehr gebaut wurden, waren alle mit Dampfheizkesseln für den Heizbetrieb der Züge ausgestattet. Die ersten zwanzig sowie D1960 und D1961 waren ebenfalls mit einer elektrischen Zugheizung (ETH) ausgestattet. Nachdem die elektrische Heizung zum Standard wurde, erhielt eine große Anzahl weiterer Lokomotiven diese nachgerüstet.
Mitte der 1960er Jahre wurde beschlossen, die Motorleistung von 2.750 PS (2.050 kW) auf 2.580 PS (1.920 kW) zu reduzieren, wodurch die Zuverlässigkeit durch geringere Belastung des Motors deutlich verbessert wurde, ohne dass es zu einer merklichen Leistungsminderung kam.

## Unterklassen
In den frühen 1970er Jahren wurden die Lokomotiven im Zuge der Einführung des computergestützten TOPS-Systems als Klasse 47 bezeichnet. Auf diese Weise konnte eine Reihe von leicht erkennbaren Unterklassen geschaffen werden, die von der unterschiedlichen Ausstattung abhängen. Die ursprünglichen Unterklassen basierten auf der Zugbeheizbarkeit und sahen wie folgt aus;
- Klasse 47/0: Lokomotiven mit Dampfheizanlage.[11]
- Klasse 47/3: Lokomotiven ohne Zugheizung.[11]
- Klasse 47/4: Lokomotiven mit dualer oder elektrischer Zugheizung.[11]

Dieses Nummerierungssystem wurde jedoch später unterbrochen, da die Lokomotiven mit zusätzlicher Ausrüstung ausgestattet und in andere Unterklassen umnummeriert wurden.

### Klasse 47/0

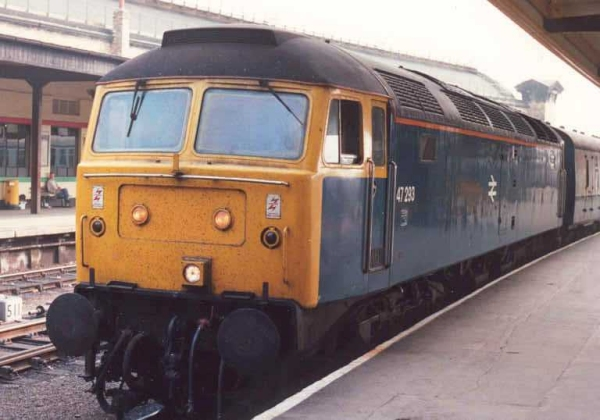
Klasse 47/0 47293 mit einem Hilfs-Personenzug im Bahnhof York 1987

Die ursprünglich von 47001 bis 47298 nummerierten TOPS waren die „Basis“-Lokomotiven der Baureihe 47, die mit einer Dampfheizanlage ausgestattet waren. In den 1970er- und 1980er-Jahren, als die Dampfheizung der Züge nach und nach eingestellt wurde, wurden die Dampfheizkessel aller damit ausgerüsteten Lokomotiven nach und nach entfernt. Einige waren mit ETH ausgerüstet und wurden zu 47/4s, während die anderen ohne Zugheizung blieben und daher hauptsächlich im Güterverkehr eingesetzt wurden. In den 1990er Jahren wurde die Klassenbezeichnung 47/2 auf einige der Klassen 47/0 und 47/3 angewandt, nachdem sie mit mehreren Arbeitsgeräten ausgestattet worden waren. Bei den betroffenen Lokomotiven wurden auch die Unterdruckbremssysteme entfernt oder isoliert, so dass sie nur noch mit Luft gebremst wurden. Es handelte sich jedoch hauptsächlich um eine Papierübung, und die Lokomotiven wurden nicht neu nummeriert; in diesem Artikel werden sie der Klasse 47/0 zugeordnet.

### Klasse 47/3

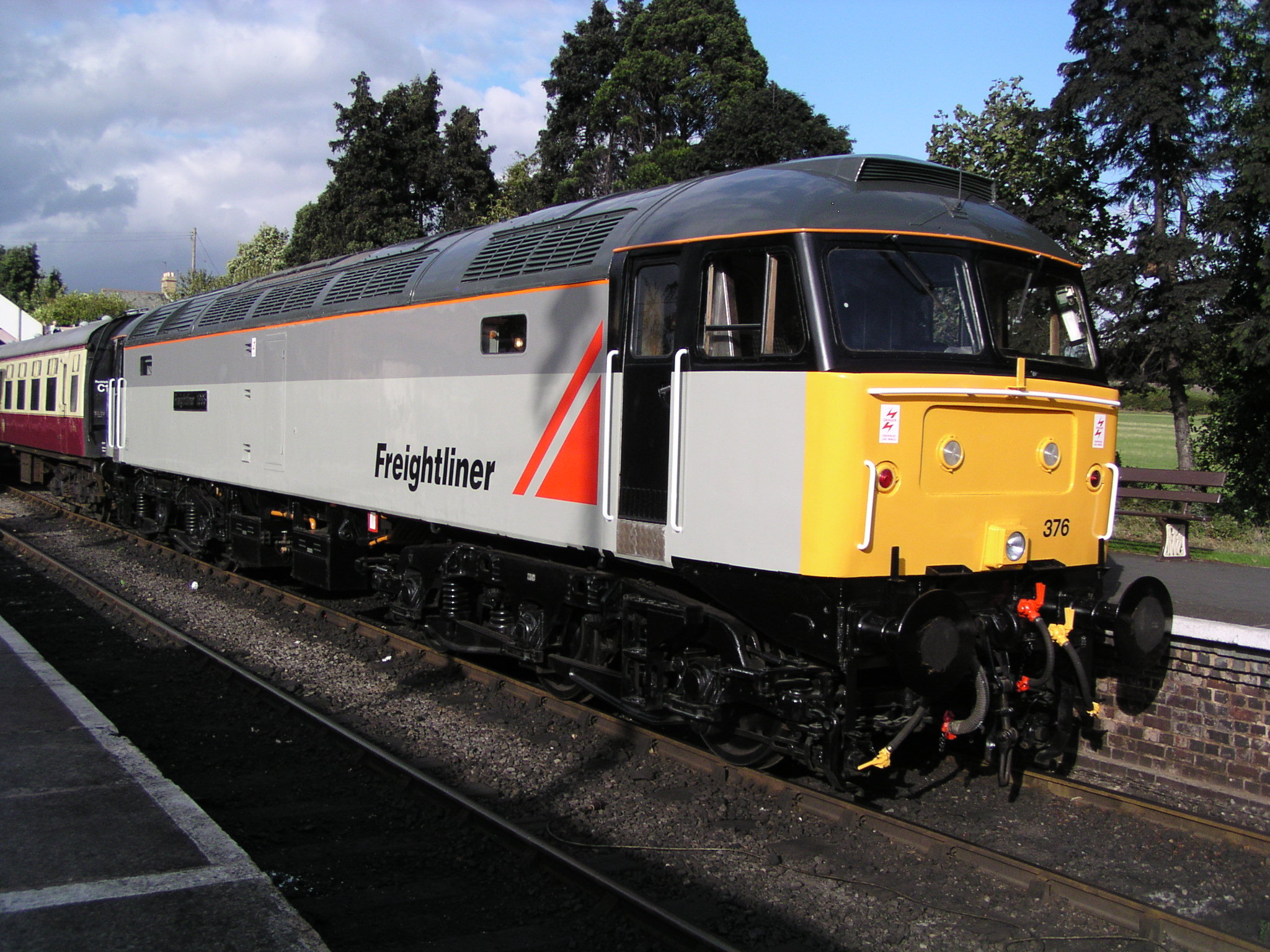
Klasse 47/3 47376 in Freightliner-Lackierung, im Bahnhof Toddington

Diese ursprünglich von 47301 bis 47381 nummerierte TOPS-Unterklasse wurde ursprünglich ohne Zugheizungseinrichtungen gebaut und blieb daher fast ausschließlich als Güterzuglokomotiven für ihr Arbeitsleben erhalten. Sie waren alle mit einer Langsamfahrsteuerung für arbeitende MGR-Kohlezüge ausgestattet (ebenso wie einige Züge der Klasse 47/0). In den Sommermonaten, in denen keine Zugheizung erforderlich war, waren jedoch regelmäßig 47/3 der Züge zu finden, die die zusätzlichen Züge, die die Winterzeit mit sich brachte, beförderten. Der Untertyp blieb bis zum Beginn des Rückzugs stabil, obwohl 1992 ein „zusätzlicher“ 47/3, 47300, geschaffen wurde, als die Zugheizungsausrüstung von 47468 entfernt und neu nummeriert wurde. Dies war ein direkter Ersatz für die kollisionsgeschädigte 47343. Außerdem wurde 47364 1993 zur Verwendung in RTC-Testzügen in 47981 umnummeriert.

### Klasse 47/4

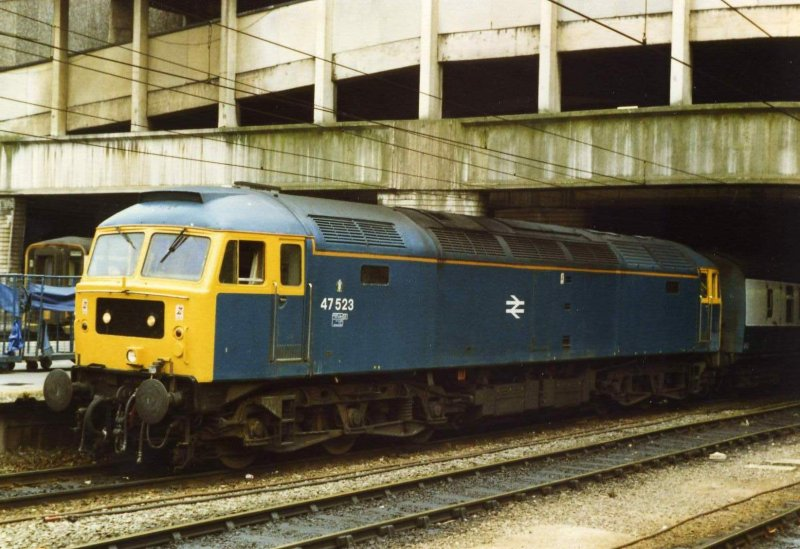
Klasse 47/4 47523 in Standard BR Blau, am Bahnhof Birmingham New Street 1988

Die Bezeichnung für Standardlokomotiven, die mit ETH ausgerüstet sind und daher für den Personen-, Post- und Paketverkehr eingesetzt werden. Bis zum Zeitpunkt der Umnummerierung waren 133 Lokomotiven eingebaut worden, und kurz darauf hatte sich die Unterklasse auf 154 Lokomotiven mit den Nummern 47401-47547 und 47549-47555 eingependelt. Später wurden weitere der Klasse 47/0 in die Klasse 47/4 umgewandelt und ab 47556 in die Serie umnummeriert, die schließlich 47665 erreichte.

### Klasse 47/6 und Klasse 47/9

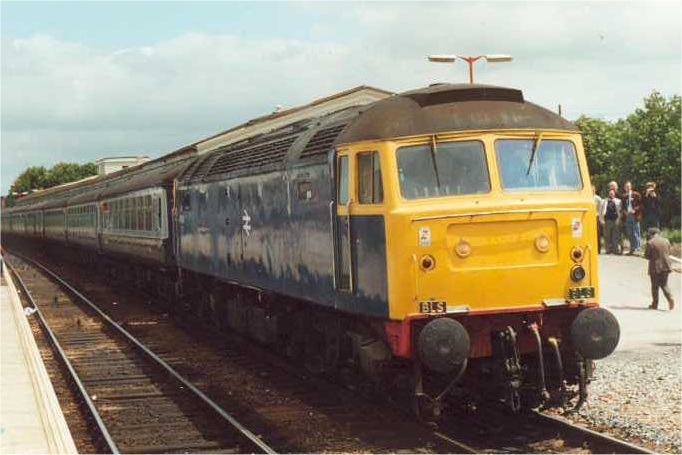
Klasse 47/9 47901 auf einer Bahnreise im Bahnhof Westbury 1987

Nachdem die Lokomotive 47046 bei einer Entgleisung in der Nähe von Peterborough 1974 schwer beschädigt worden war, wurde sie als Prüfstand für die geplante Klasse 56 ausgewählt und zu Beurteilungszwecken mit einem 16-Zylinder Ruston 16RK3CT-Motor mit einer Leistung von 3.250 PS (2.420 kW) ausgerüstet. Um sie eindeutig zu identifizieren, wurde sie in 47601 umnummeriert (damals reichte der Nummernkreis für die Klasse 47 nur bis 47555). Später, 1979, wurde sie erneut für das Projekt Klasse 58 verwendet, mit einem 12-Zylinder-Ruston-Motor (diesmal mit 3.300 PS (2.500 kW)) ausgestattet und in 47901 umnummeriert. Dieser Nicht-Standard-Motor wurde bis zu seiner Außerdienststellung im Jahr 1990 eingebaut.

### Klasse 47/7

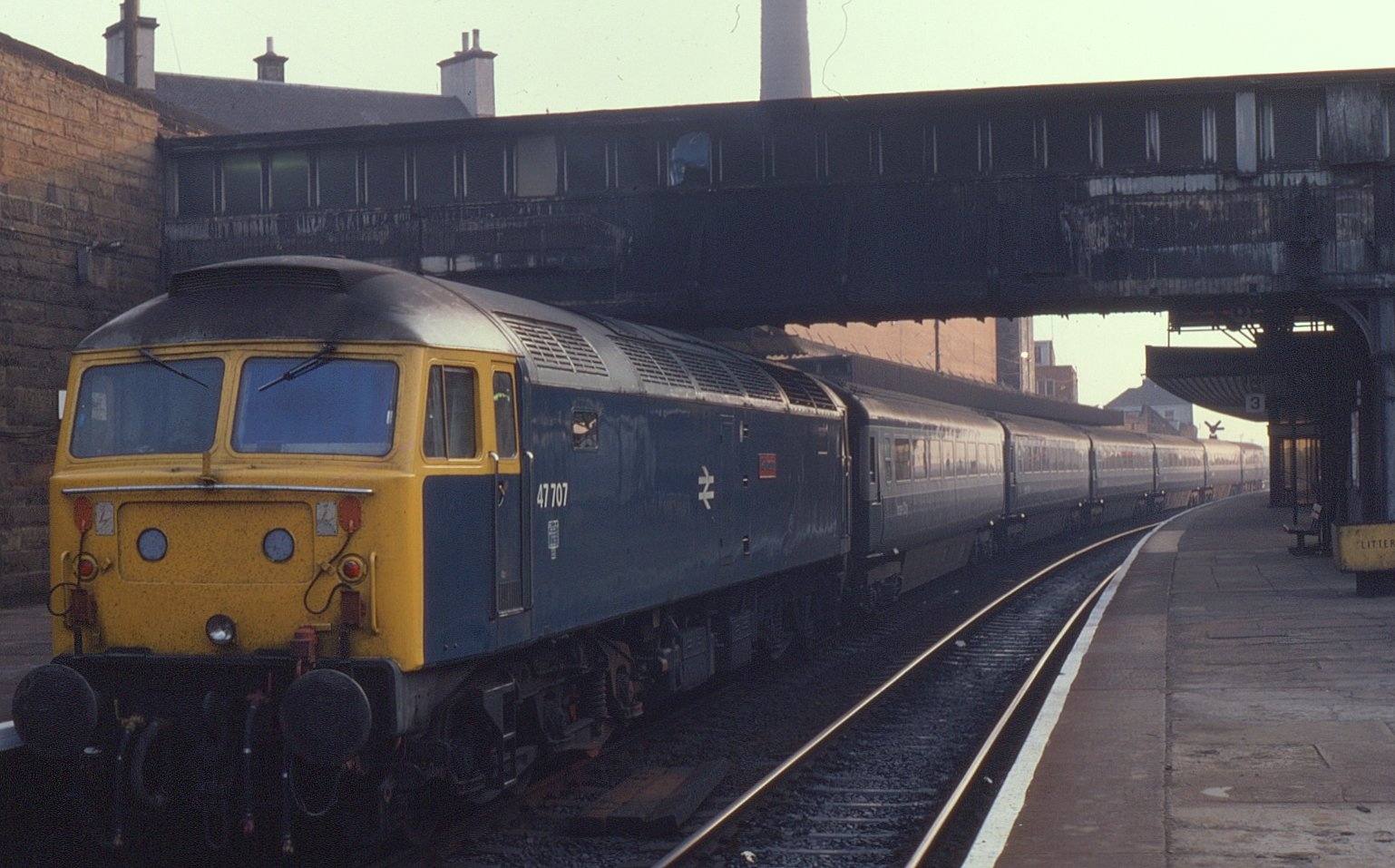
British Rail Klasse 47 Nr. 47707 mit einem Glasgow-Edinburgh-Shuttle in Haymarket im Jahr 1982.

Ende der 1970er Jahre stellten die BR-Behörden fest, dass die veralteten Züge, die im Pendelverkehr von Glasgow nach Edinburgh verkehren, ersetzt werden müssen, um die Geschwindigkeit und Zuverlässigkeit zu erhöhen. Die Züge wurden von Paaren von Zügen der Klasse 27 betrieben, einer an jedem Ende dieses Zuges. Es wurde beschlossen, zwölf 47/4er umzurüsten, um den Dienst im Push-Pull Mode zu betreiben. Die Lokomotiven wurden als Klasse 47/7 bezeichnet und mit TDM-Schubwindeinrichtungen und Langstrecken-Treibstofftanks ausgestattet und für einen Betrieb bei 160 km/h (100 mph) gewartet. Die Umbauten begannen 1979, und ab 1980 wurde der Dienst vollständig von ihnen betrieben. Im Jahr 1985 wurde der Wendezugdienst auf die Verbindungen Glasgow-Aberdeen ausgedehnt, und weitere vier Lokomotiven wurden umgebaut. Die Unterklasse umfasste daher 47701 bis 47716, obwohl eine weitere Lokomotive, 47717, 1988 umgebaut wurde, nachdem die feuergeschädigte 47713 zurückgezogen worden war.

### Klasse 47/7b und Klasse 47/7c

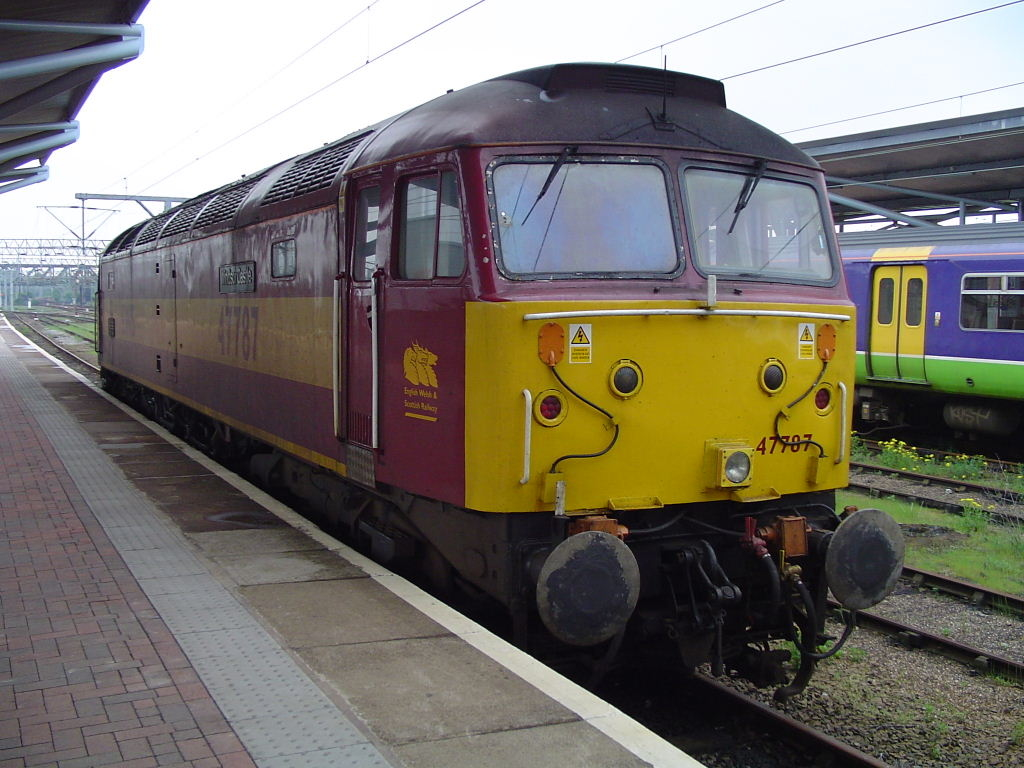
Klasse 47/7. 47787 geparkt an einem Bahnsteig im Rugby-Bahnhof

In den 1990er Jahren wurden weitere 47/4 mit Langstrecken-Kraftstofftanks und -Ausrüstung umgerüstet, damit sie mit einer Art von Schienenfahrzeugen arbeiten konnten, die als Antriebsregelwagen-PCV bekannt sind und bei denen RCH-Kabel (Railway Clearing House) verwendet wurden, damit der PCV-Fahrer dem Lokführer auf der Lok signalisieren konnte, die Leistung zu erhöhen und die Bremsen zu betätigen – weder diese Lokomotiven noch die PCV waren mit TDM-Gegentaktausrüstung ausgestattet. Sie wurden auch in der Serie 47/7 ab 47721 nummeriert. Angesichts der schwindenden Passagierzahlen für sie wurden auch einige 47/8er, die bereits mit den zusätzlichen Treibstofftanks ausgestattet waren, in diese Serie umnummeriert.
Zwei Lokomotiven, 47798 Prince William und 47799 Prince Henry, waren für den Einsatz im Royal Train vorgesehen und wurden als Klasse 47 / 7c bezeichnet. Die beiden Lokomotiven wurden 2004 durch ein Lokomotivpaar der Klasse 67 ersetzt und anschließend zur Konservierung zurückgezogen.

### Klasse 47/4 (erweiterter Bereich)

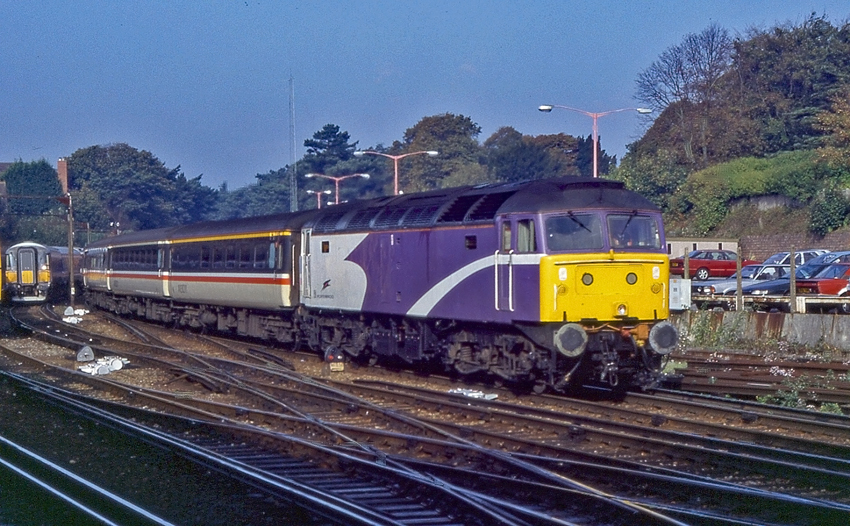
Klasse 47/4(er) 47817 in früher Porterbrook-Lackierung in Bournemouth 1997

Die letzten der ursprünglichen 47/4-Umbauten, von 47650 auf 47665, wurden mit zusätzlichen Treibstofftanks ausgestattet, wodurch sie eine größere Reichweite erhielten. Vier frühere Klassen 47/4 wurden ebenfalls umgebaut. Im Jahr 1989 wurde beschlossen, diese Lokomotiven leicht erkennbar zu machen, und so wurden sie in eine eigene Serie von 47801 bis 47820 umnummeriert. Gleichzeitig wurden weitere Lokomotiven mit zusätzlichen Treibstofftanks ausgerüstet und umnummeriert; die Serie erreichte schließlich 47854. Nach der Privatisierung von British Rail wurden die Lokomotiven des Nummernbereichs 47/8 bis zur Einführung der Voyager-Züge der Klasse 220 hauptsächlich von Virgin CrossCountry im Fernverkehr eingesetzt. Sie blieben mangels Ersatz durch neuere Fahrzeuge damit länger als die meisten anderen Lokomotiven der Klasse im Einsatz und erhielten auch neue Hauptuntersuchungen. Die Lokomotiven in diesem Nummernbereich sind offiziell Lokomotiven der Klasse 47/4 nach dem TOPS-System.

## Ausmusterungen
Bis 1986 waren nur fünf der ursprünglich 512 Lokomotiven aus dem Betrieb genommen worden, alle wegen schwerer Unfallschäden. Da jedoch die Arbeit für die Klasse aufgrund der Einführung von neuem Rollmaterial und schwer zu beschaffenden Ersatzteilen zurückging, gab es erste Bestandseinbrüche.
Die ersten Lokomotiven, die ins Visier genommen wurden, waren die nicht dem Standard entsprechenden 20 Vorserienlokomotiven, die jetzt die Nummern 47401 bis 47420 trugen. Drei Lokomotiven wurden im Februar 1986 ausgemustert, und der Rest der Vorserie folgte in den nächsten zwei Jahren, soweit sie nicht kürzlich überholt worden waren. Bis 1992 waren alle 20 Lokomotiven ausgemustert.
In der Zwischenzeit erstellte BR eine „Hitliste“ von Lokomotiven, die vorzeitig aus dem Verkehr gezogen werden sollten, darunter hauptsächlich solche mit nicht standardmäßiger elektrischer Ausrüstung, so genannte serienparallele Lokomotiven. Die Ausmusterungen erfolgten anfangs nur langsam, vor allem wegen des Überschusses an Ersatzteilen und neuer Güterverkehrsströme, die zusätzliche Lokomotiven erforderten; bis Ende 1992 waren nur 61 Lokomotiven abgestellt worden. Mit der Beschaffung neuerer Lokomotiven stieg die Ausmusterungsrate jedoch rasch an, und in den nächsten drei Jahren erreichten 86 weitere 47er Lokomotiven das Ende ihrer Lebensdauer. Nachdem die meisten Nicht-Standardlokomotiven ausgemustert worden waren, ging der Abbau der Flotte wieder langsamer voran. Die Privatisierung von British Rail brachte auch neue unabhängige Eisenbahngesellschaften hervor, die schnell verfügbare Lokomotiven benötigten, bis sie neue Lokomotiven bestellen konnten. Von 1996 bis 2006 wurden durchschnittlich etwa fünfzehn Lokomotiven pro Jahr außer Dienst gestellt.
In der Zeit ihres rückläufigen Einsatzes im Personenverkehr wurde eine Reihe von Lokomotiven in  besonderen Farben lackiert, mit denen verschiedene Farbgebungen aufgegriffen wurden, die Lokomotiven der Klasse 47 im Laufe ihrer Geschichte getragen hatten. Damit wurde eine Tradition der Bemalung der 47er in ungewöhnlichen Lackierungen fortgesetzt, die auf das Jahr 1977 zurückgeht, als das Depot Stratford im Osten Londons zur Feier des silbernen Jubiläums von Königin Elizabeth II. zwei Lokomotiven mit übergroßen Union Flags bemalte.

## Derzeitiger Stand
Im Jahr 2020 besaßen 34 Lokomotiven die Zulassung zum Netz von Network Rail, davon waren 24 Lokomotiven in Betrieb. Eine Lokomotive wurde nach Ungarn exportiert. 32 Lokomotiven waren bei Museumsbahnen vorhanden. Rund 400 Exemplare wurden bereits verschrottet. Die folgenden Unternehmen betrieben mit Stand 2020 Lokomotiven der Klasse 47:

### West Coast Railways
West Coast Railways ist in erster Linie ein Charterzugbetreiber und erweiterte seine Flotte durch die Überholung ausgemusterter Lokomotiven. Seine neun Lokomotiven, die derzeit in Betrieb sind, sind 47237, 47245, 47746, 47802, 47804, 47826, 47832, 47851 und 47854. Die Nummern 47270, 47760, 47772 und 47786 werden langfristig repariert; 47787, die seit 2010 nicht mehr im Betrieb ist, wird umgebaut, um 47500 zu ersetzen.

### Freightliner Ltd (ehemals Heavy Haul)
Eine aktive Lokomotive 47830 'Beeching's Legacy'

### Vintage Trains
Vintage Trains besitzt die 47773 als erhaltene Lokomotive, die nach den in Tyseley geltenden Standards gewartet wurde. Diese Lokomotive ist in der Farbe BR Grün lackiert.

### Rail Operations Group
Die Rail Operations Group ist eine Spot-Vermietungsgesellschaft; derzeit sind 47813 und 47815 in Betrieb. ROG besitzt auch 47812 und 47848, die bei Eastleigh Works gewartet werden, während 47843 und 47847 als Ersatzteilspender im Depot Leicester eingesetzt werden.

### Locomotive Services Limited

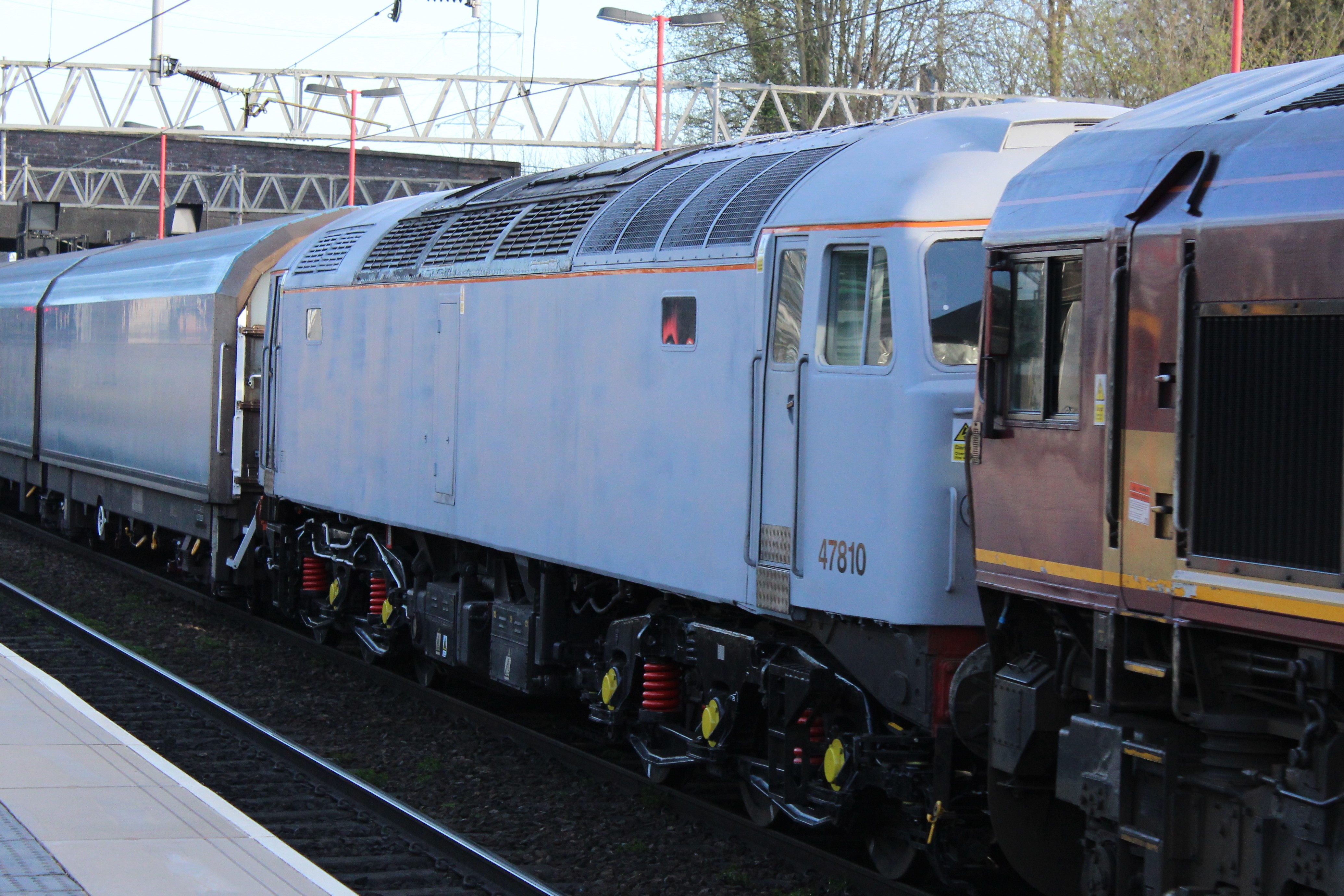
47810 in grundiertem Zustand im Bahnhof Stafford am 18. April 2018, während er von Eastleigh nach Crewe zur Verwendung durch das LSL verlegt wurde

Locomotive Services Limited ist in erster Linie ein Charterzugbetreiber und Eigentümer des ehemaligen Crewe Diesel Depot. Sie betreiben 47501, 47593, 47805, 47810, 47830 und 47853. Nr. 47811 und 47816 sind Ersatzteilspender in Crewe, während 47841 in die One:One Collection in Margate gebracht wurde und im Wesentlichen erhalten ist.

### Arlington Fleet Services
AFS haben ihren Sitz in Eastleigh und besitzen die 47818, die in der Regel zum Rangieren vor Ort eingesetzt wird.

### GB Railfreight
GB Railfreight betreibt eine kleine Flotte von drei Lokomotiven. Es handelt sich dabei um die Nummern 47727, 47739 und 47749, die bei Umlagerungen verwendet werden. Diese Lokomotiven gehörten früher zu Colas Rail, um die Gleisinstandhaltungszüge und den gelegentlichen Stahlverkehr zu befördern, und waren vor dem Transfer an GBRf vermietet worden.

## Flottenübersicht
2020 registrierte Hauptstreckenlokomotiven. West Coast Railways ist derzeit der größte Betreiber dieser Art.
| Eigentümer                    | Gesamt | Nummern | Anmerkungen                                                              |
| ----------------------------- | ------ | --- | ------------------------------------------------------------------------ |
| Nemesis Rail                  | 4      | 47375, 47488, 47701, 47744 | 47375 Geleast an den ungarischen Betreiber Continental Railway Solution. |
| GB Railfreight                | 3      | 47727, 739, 749 |                                                                          |
| Freightliner                  | 1      | 47830 |                                                                          |
| Harry Needle Railroad Company | 4      | 47703, 47714, 47715, 47769 |                                                                          |
| Locomotive Services Limited   | 10     | 47501 (geführt als D1944), 47593, 47712, 47805 (geführt als D1935), 47810 (geführt als D1924), 47811*, 47816*, 47830, 47841, 47853 (geführt als 47614)          | * Spender von Ersatzteilen                                               |
| Rail Operations Group         | 6      | 47812, 47813, 47815, 47843, 47847, 47848 |                                                                          |
| West Coast Railways           | 22     | 47194*, 47237, 47245, 47270, 47355*, 47368*, 47492*, 47526*, 47746, 47760, 47768*, 47772, 47776*, 47786, 47787, 47802, 47804, 47826, 47828, 47832, 47851, 47854 | 10 Betriebslokomotiven im Jahr 2020. * Spender von Ersatzteilen          |
| Vintage Trains                | 1      | 47773 |                                                                          |
| Insgesamt                     | 52     | |                                                                          |

## Erhaltung

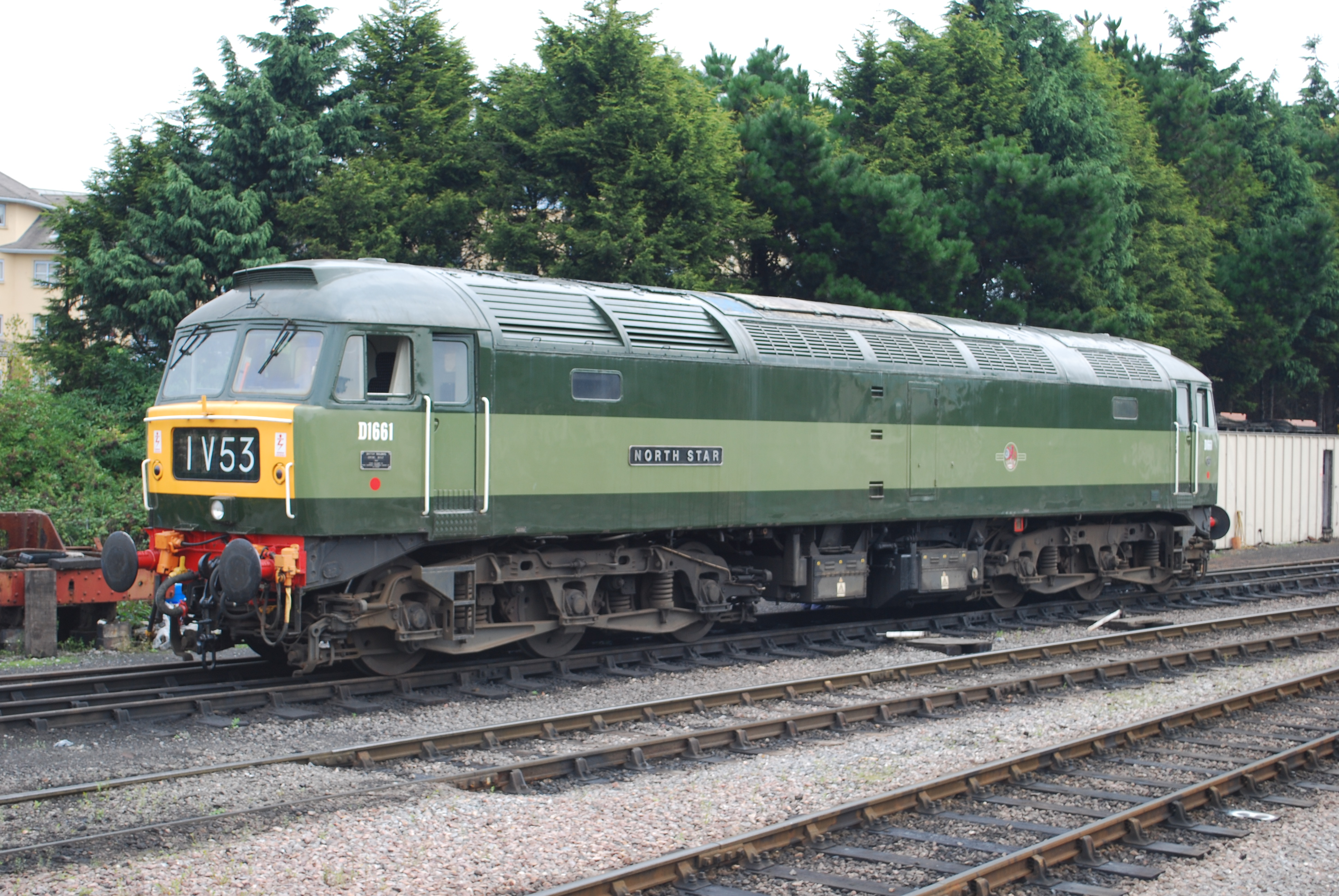
Erhaltene D1661 'North Star' in Minehead bei der West Somerset Railway (September 2010)

Die Klasse 47 hat sich bei Museums- und Privatbahnen als sehr beliebt erwiesen; 32 werden derzeit von Museumsbahnen erhalten, die meisten davon sind funktionstüchtig. Eine Reihe von Lokomotiven werden nach den Standards der Hauptstrecken gewartet und sind für Network Rail zugelassen, wie die ehemals dem Royal Train zugeordnete Lokomotive 47798 zusammen mit den Lokomotiven 47270, 47580 und 47773.

## Klasse 57
Dreiunddreißig Lokomotiven wurden mit EMD-Motoren umgebaut und als Klasse 57 neu klassifiziert. Freightliner erhielt davon 12, Virgin Trains 16 und First Great Western fünf Exemplare. Diese befinden sich heute im Besitz von Direct Rail Services (17), Great Western Railway (4), Rail Operations Group (4) und West Coast Railways (8, einschließlich des Prototyps 57 601).

## Unfälle
- 11. Januar 1965: D1734 wurde schwer beschädigt, nachdem der von ihr beförderte Güterzug in der Nähe von Shrewsbury außer Kontrolle geriet und schließlich ein Stellwerk zerstörte. Sie wurde zwei Monate später als erste Klasse 47 nach einem Arbeitsleben von nur acht Monaten ausgemustert.[39]
- 17. Dezember 1965: D1671 Thor entgleiste in der Nähe von Bridgend, während sie einen Leerzug zog.[40] Kurz darauf kollidierte ein Güterzug mit der entgleisten Lokomotive, wobei der Lokführer und der Beimann dieser Lokomotive ums Leben kamen. D1671 wurde etwa vier Monate später ausgemustert. Die Namensschilder wurden auf die Nr. D1677 übertragen.[41]
- 8. April 1969: D1908 wurde schwer beschädigt, als sie vor einem Güterzug in Monmore Green frontal von einem Personenzug getroffen wurde, der ein Halt zeigendes Signal überfahren hatte. D1908 fing nach dem Unfall Feuer und wurde als dritte Lokomotive der Klasse ausgemustert. Beide Lokführer kamen bei dem Unfall ums Leben.[42]
- 13. März 1971: D1562 geriet während der Fahrt von Liverpool Street nach Norwich bei Haughley Junction in Brand und wurde irreparabel beschädigt.[43]
- 11. Juni 1972: D1630 war in das Eisenbahnunglück von Eltham Well Hall verwickelt, bei dem sechs Menschen ums Leben kamen. Die Lokomotive wurde repariert, musste jedoch Jahre später aus dem Umbauprogramm zur Baureihe 57 zurückgezogen werden, nachdem Schäden entdeckt wurden, die vermutlich auf den Unfall zurückgingen.[44]
- 25. August 1974: 47236 beförderte einen Personenzug, der ein Halt zeigendes Signal überfuhr und in Dorchester West entgleiste. Achtzehn Menschen wurden verletzt.[45]
- 16. März 1976: 47274 kollidierte mit einem Lastwagen, der von einer Brücke auf die Strecke bei Eastriggs gefallen war. Sowohl der Lokführer als auch der Fahrer des Lastwagens wurden getötet.[46]
- 5. September 1977: 47402 beförderte gerade einen Postzug, als dieser bei Farnley Junction, Leeds, West Yorkshire, wegen eines Signalfehlers frontal mit einem Dieseltriebzug zusammenstieß. Beide Triebfahrzeugführer wurden getötet und fünfzehn Menschen verletzt.[47]
- 22. Oktober 1979: 47208 erlitt bei einem Unfall in Invergowrie in Schottland schwere Schäden, als sie mit einem Zug von Glasgow nach Aberdeen auf einen haltenden Nahverkehrszug auffuhr.[48] Die Lokomotive wurde im Januar 1980 ausgemustert.[49]
- 9. Dezember 1983: 47299 (ehemals 47216) war in einen schweren Unfall an der Wrawby Junction in Lincolnshire verwickelt, als die Lok beim Ziehen eines Ölzuges mit einem Nahverkehrszug kollidierte, wobei ein Fahrgast ums Leben kam. Später stellte sich heraus, dass die Umnummerierung der Lokomotive angeblich auf eine Warnung eines Hellsehers an die BR zurückzuführen war, der behauptete, einen schweren Unfall mit einer Lokomotive mit der Nummer „47216“ vorhergesehen zu haben.[50]
- 30. Juli 1984: 47707 Holyrood beförderte den 17:30-Uhr-Express von Edinburgh nach Glasgow, eine Wendezuggarnitur, als schiebende Lokomotive, als der Zug in der Nähe von Polmont mit einer Kuh kollidierte und entgleiste, was 13 Tote zur Folge hatte. Der Unfall gab Anlass zu ernsthaften Bedenken hinsichtlich der Sicherheit des Wendezugbetriebs mit schiebenden Lokomotiven.[51]
- 20. Dezember 1984: 47125 beförderte einen Güterzug mit Benzintankwagen, der entgleiste und im Summit Tunnel an der Grenze zwischen Lancashire und West Yorkshire in Brand geriet.
- 18. Januar 1986: 47111 wurde von einem Dieseltriebzug der Klasse 140 angefahren, der aufgrund Bremsversagens in Preston drei Halt zeigende Signale passiert hatte. 44 Personen wurden verletzt.[52]
- 9. März 1986: 47334 war eine von zwei Lokomotiven, die in Chinley, Derbyshire, aufgrund eines Fahrdienstleiterfehlers frontal von einem Personenzug getroffen wurden. Eine Person wurde getötet. Mangelnde Ausbildung und ein Stromausfall trugen dazu bei.[53]
- 20. Februar 1987: 47089 Amazon schleppte einen Güterzug, der aufgrund Bremsversagens an einer Schutzweiche an der North Junction, Chinley, Derbyshire, entgleiste. Ein weiterer Zug fuhr in den entgleisten Zug und entgleiste ebenfalls.[54]
- 24. März 1987: 47202 schleppte einen Güterzug, der Signale überfahren hatte und bei Frome North Junction, Somerset, frontal mit einem Personenzug (gezogen von 33 032) zusammenstieß. Fünfzehn Personen wurden zum Teil schwer verletzt.[55][56]

## Sonstiges
1976 wurde 47155 in das Kraftwerk West Thurrock verlegt, um dort als stationärer Generator eingesetzt zu werden, während Probleme mit einem der Hilfsgeneratoren des Werks untersucht wurden. Die Lokomotive wurde von ihren Drehgestellen entfernt und auf einen schweren Holzrahmen montiert.

## Modelleisenbahnen
1976 brachte Hornby Railways seine erste Version der BR-Klasse 47 in der Spurweite OO auf den Markt.

## Galerie

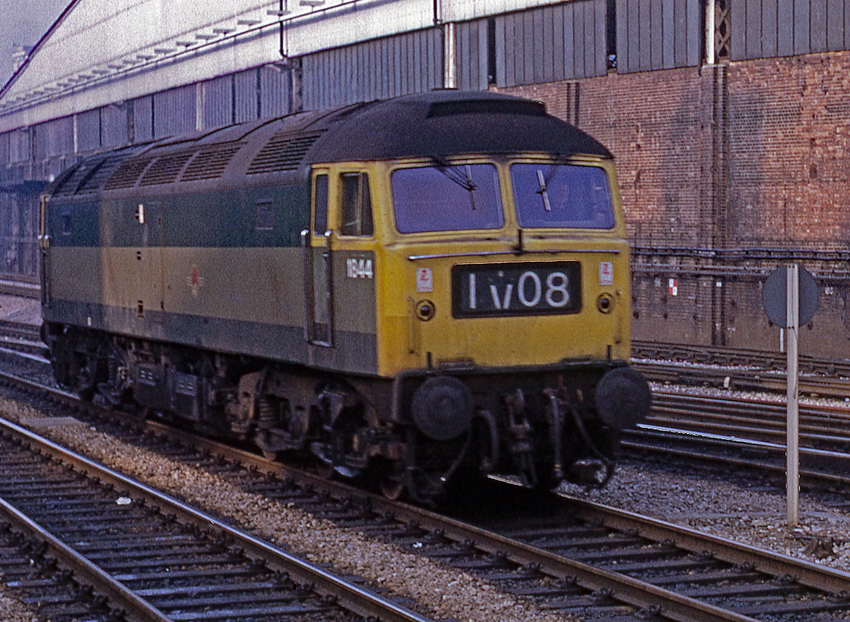
1844 (47194) in originaler zweifarbiger grüner Lackierung, Paddington 1971
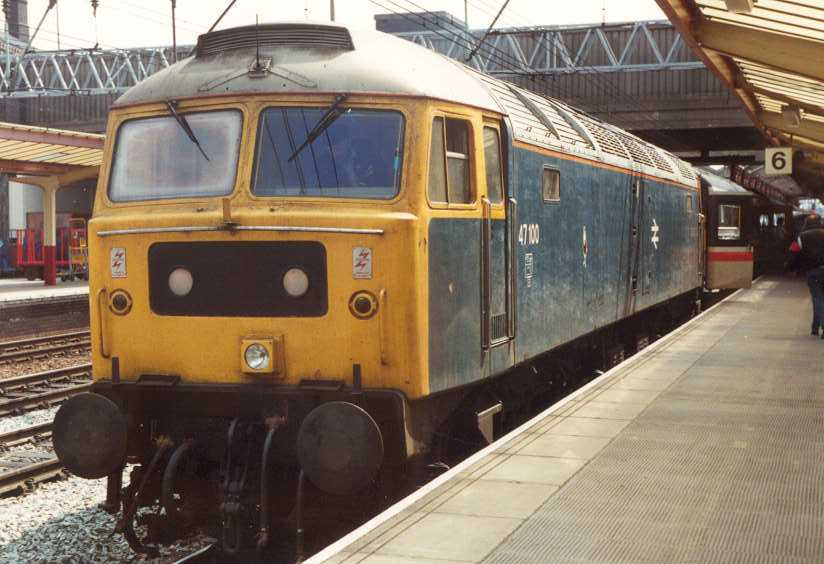
Klasse 47/0 Nr.47 100 in der modifizierten Rail Blue-Lackierung mit silbernem Dach, verwendet von Stratford TMD
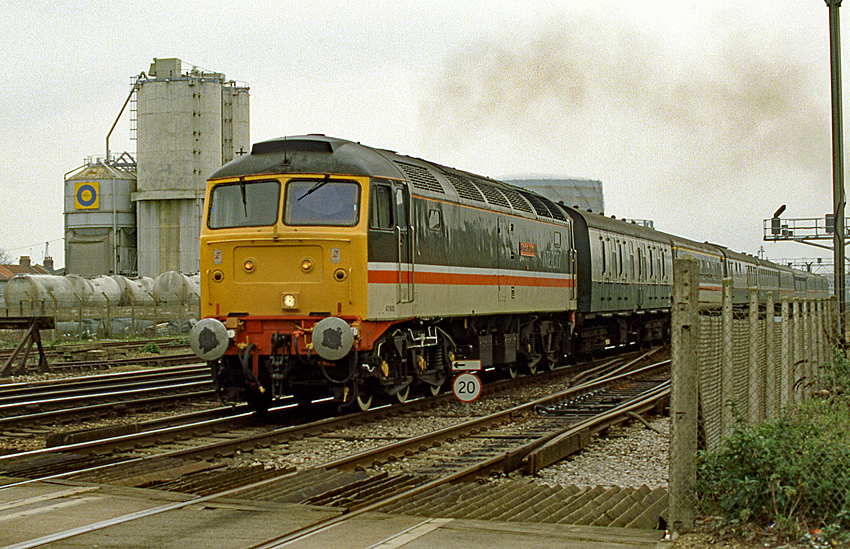
47 602 Glorious Devon in InterCity-Lackierung, Southampton 1989
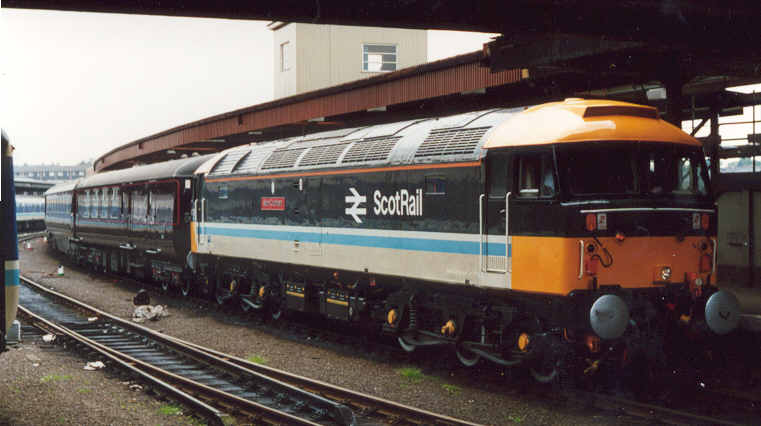
Klasse 47/7a Nr.47 702 in ScotRail-Lackierung
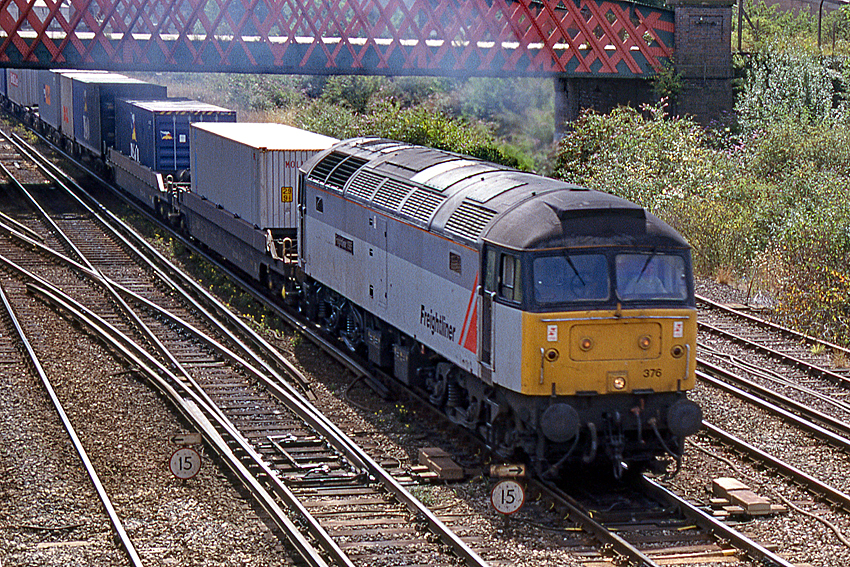
47 376 Freightliner 1995 im „dreifach-grauen“ Railfreight Distribution-Lackierung in St. Denys, 1998
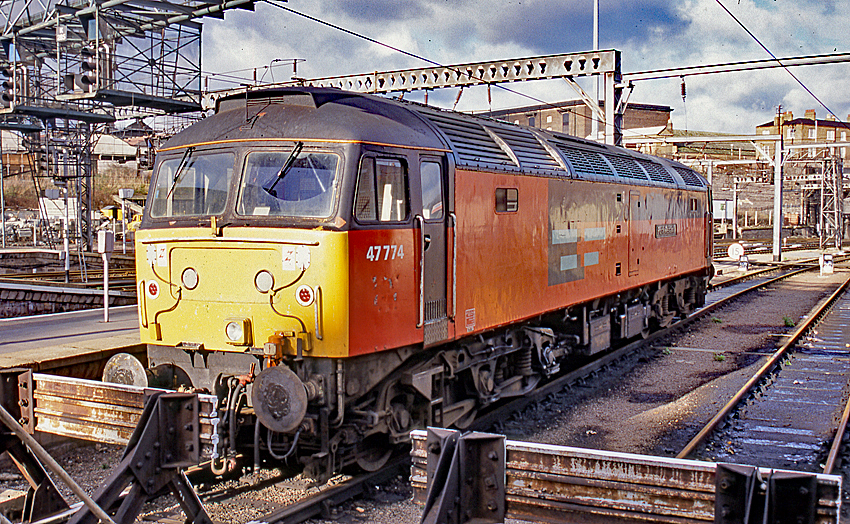
47 774 Poste Restante in RES-Lackierung in Kings Cross im Jahr 1998
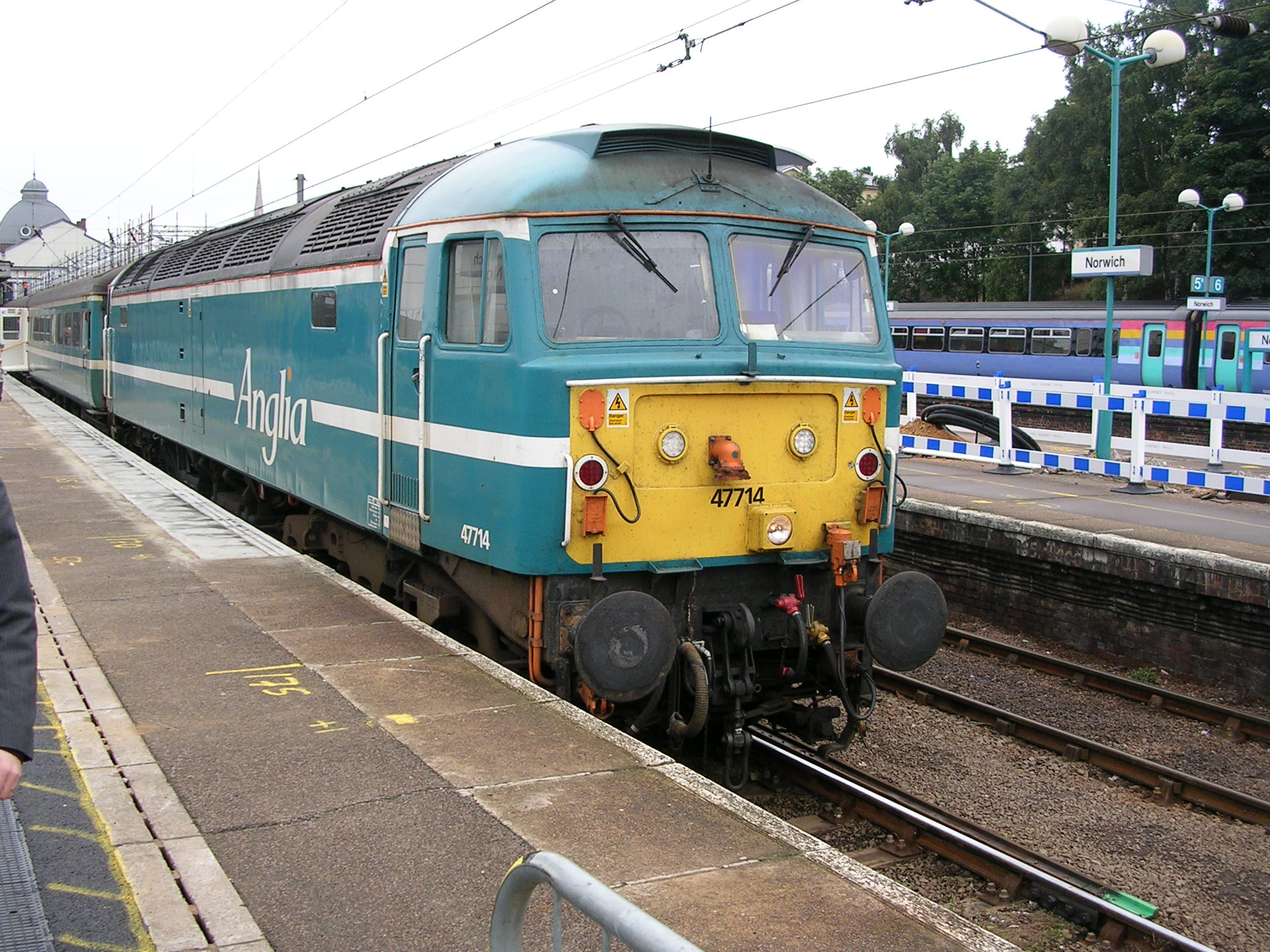
Klasse 47/7a Nr. 47 714 in der Lackierung der Anglia Railways
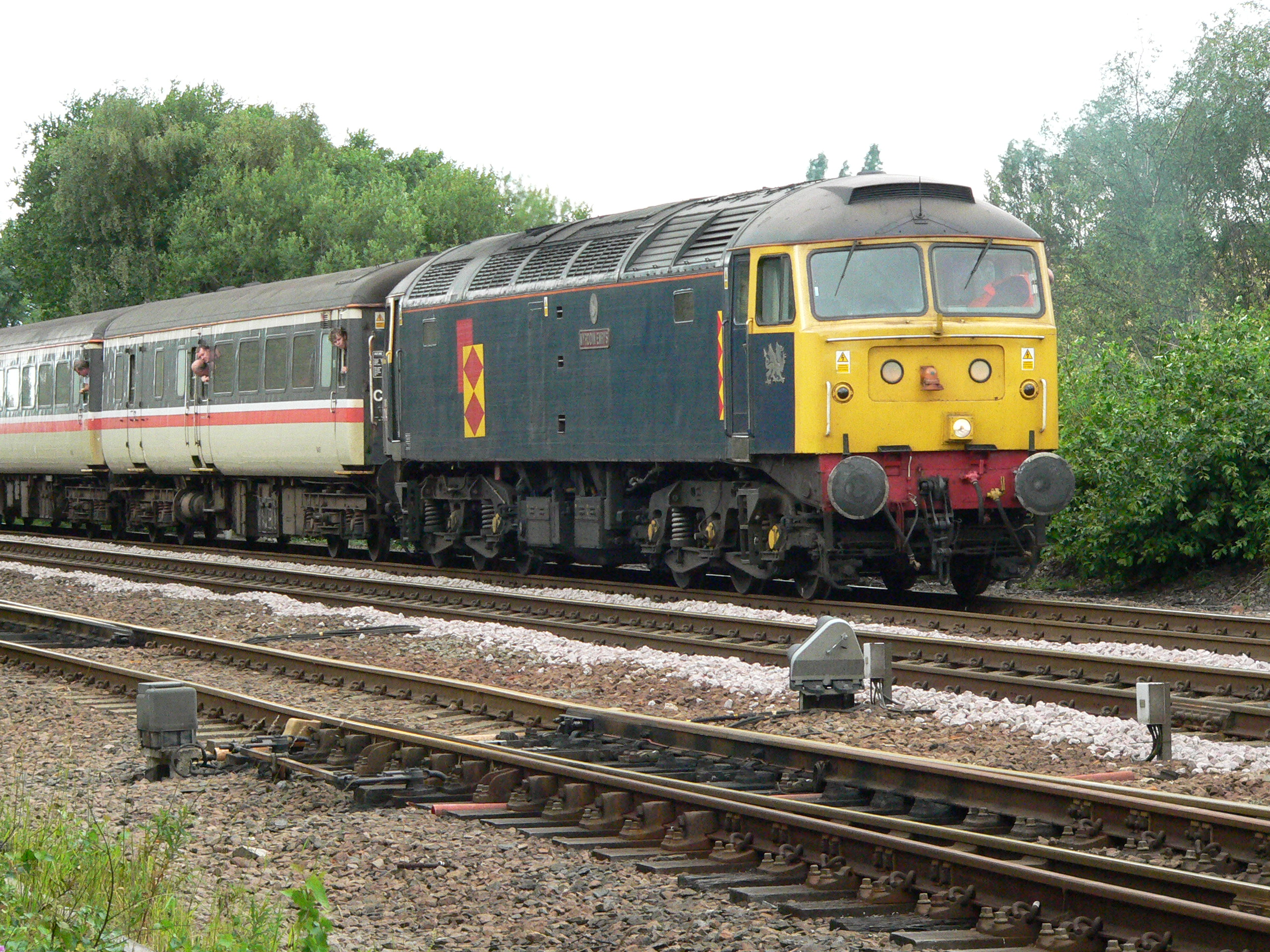
Klasse 47/0 Nr. 47 145 in der nicht standardmäßigen blauen Lackierung der Railfreight Distribution, die zu dieser Zeit von der Fragonset Railways betrieben wird.
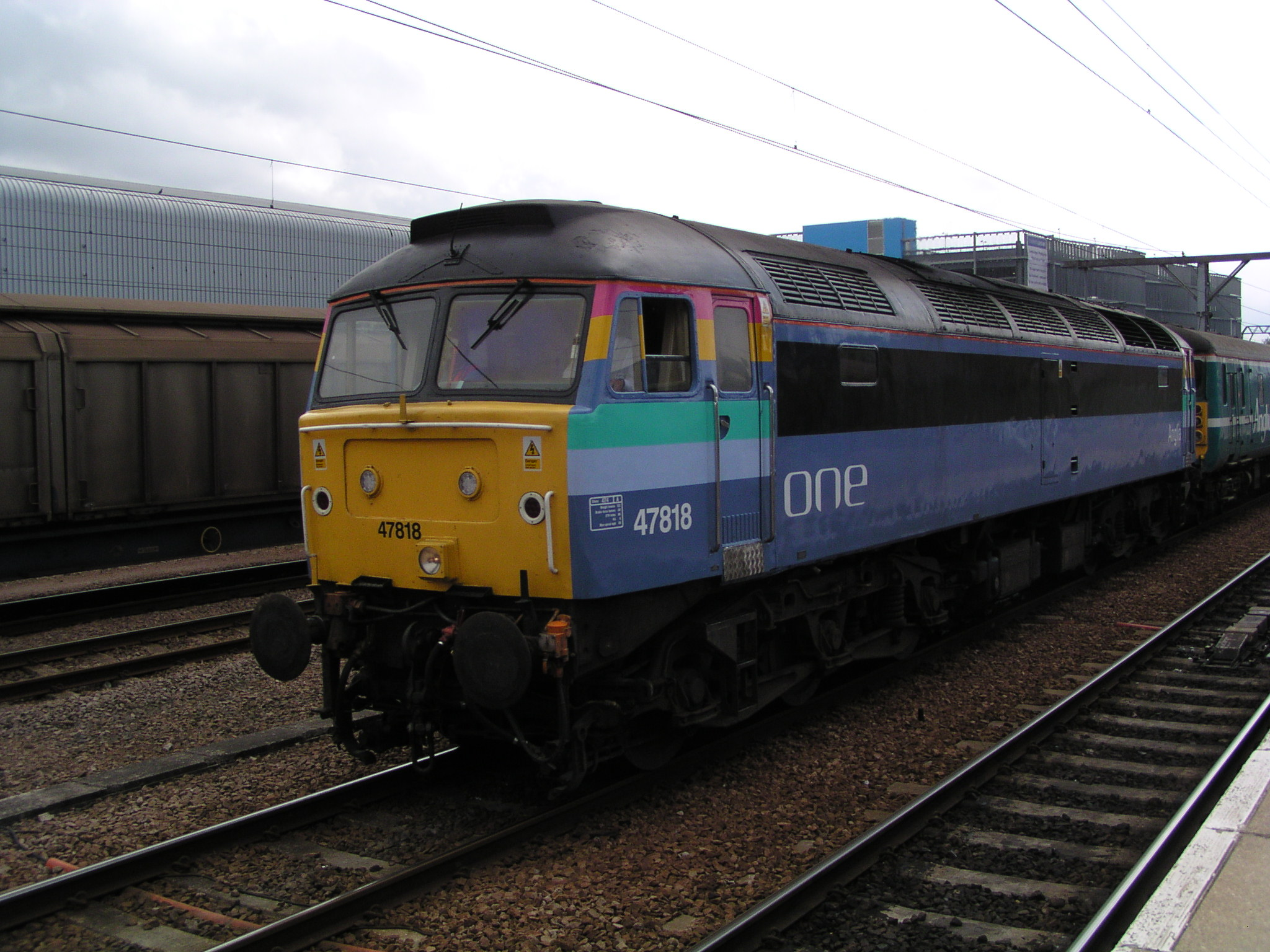
Klasse 47/4 Nr. 47 818, in One-Lackierung am Bahnhof Cambridge im Jahr 2004
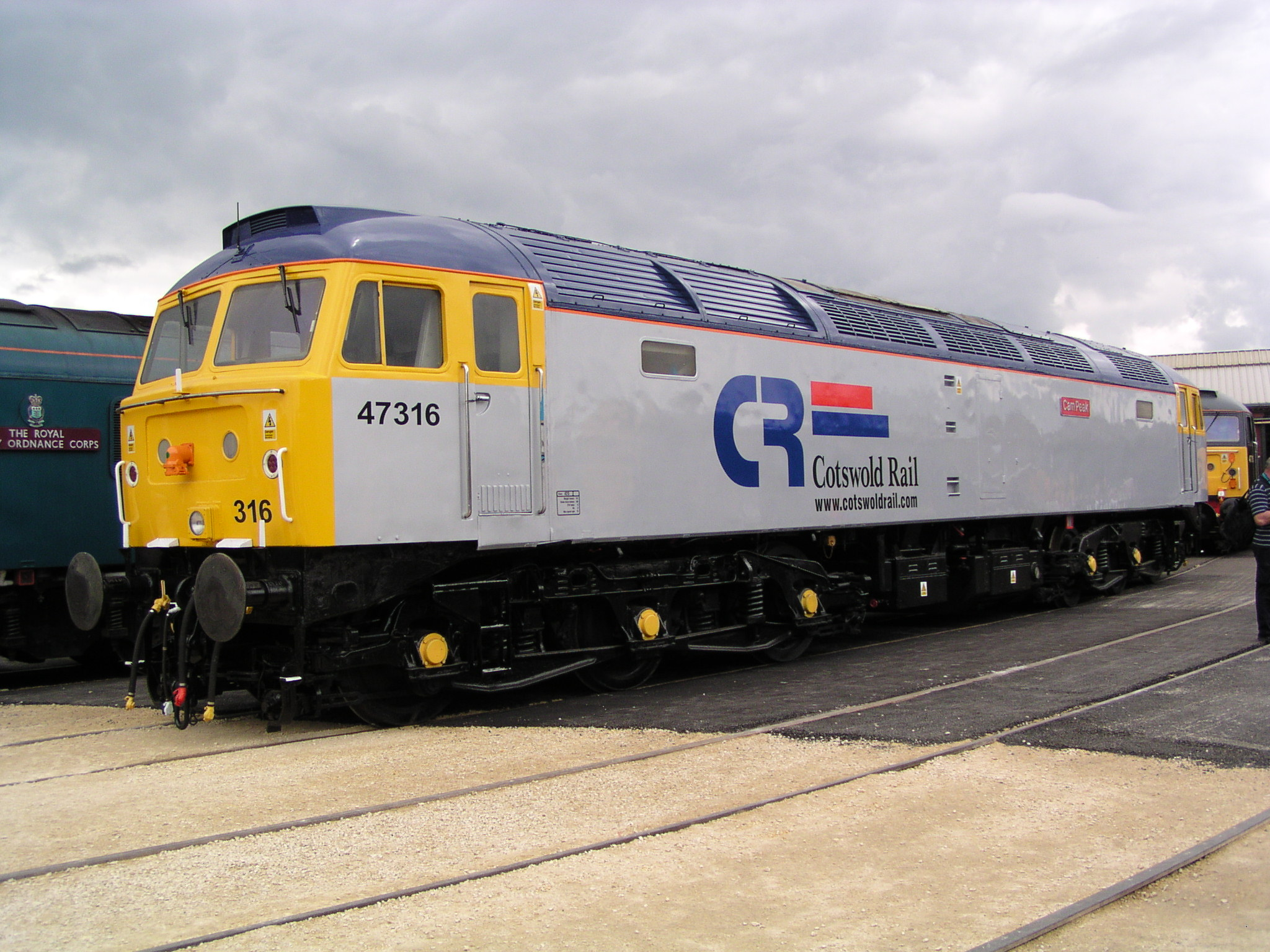
Klasse 47/3 Nr. 47 316 Cam Peak, in der Lackierung der Cotswold Rail
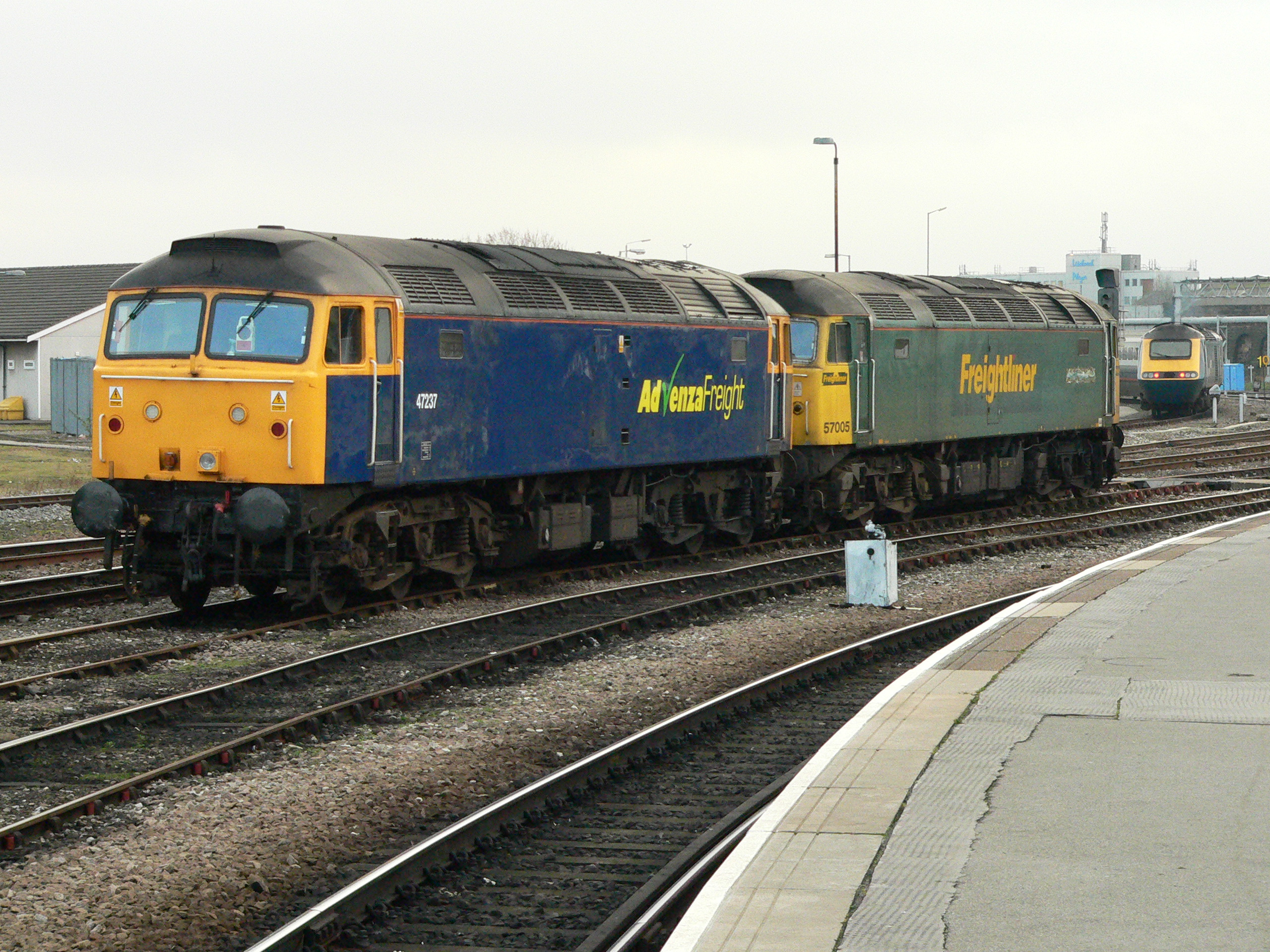
Klasse 47/0 Nr. 47 237, in Advenza Freight-Lackierung und Klasse 57 Nr. 57 005 in Freightliner-Lackierung am Bahnhof Derby im Jahr 2008
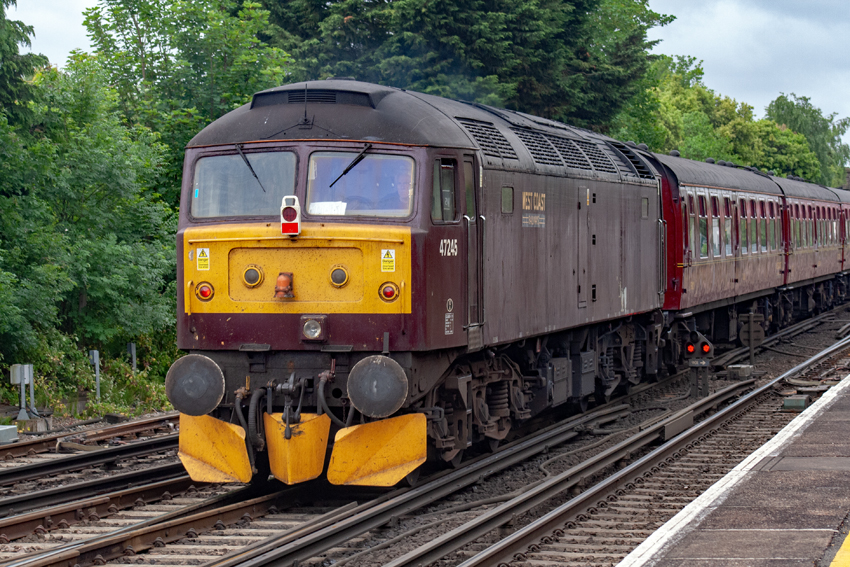
47 245 in West Coast Railway-Lackierung, St. Denys 2013
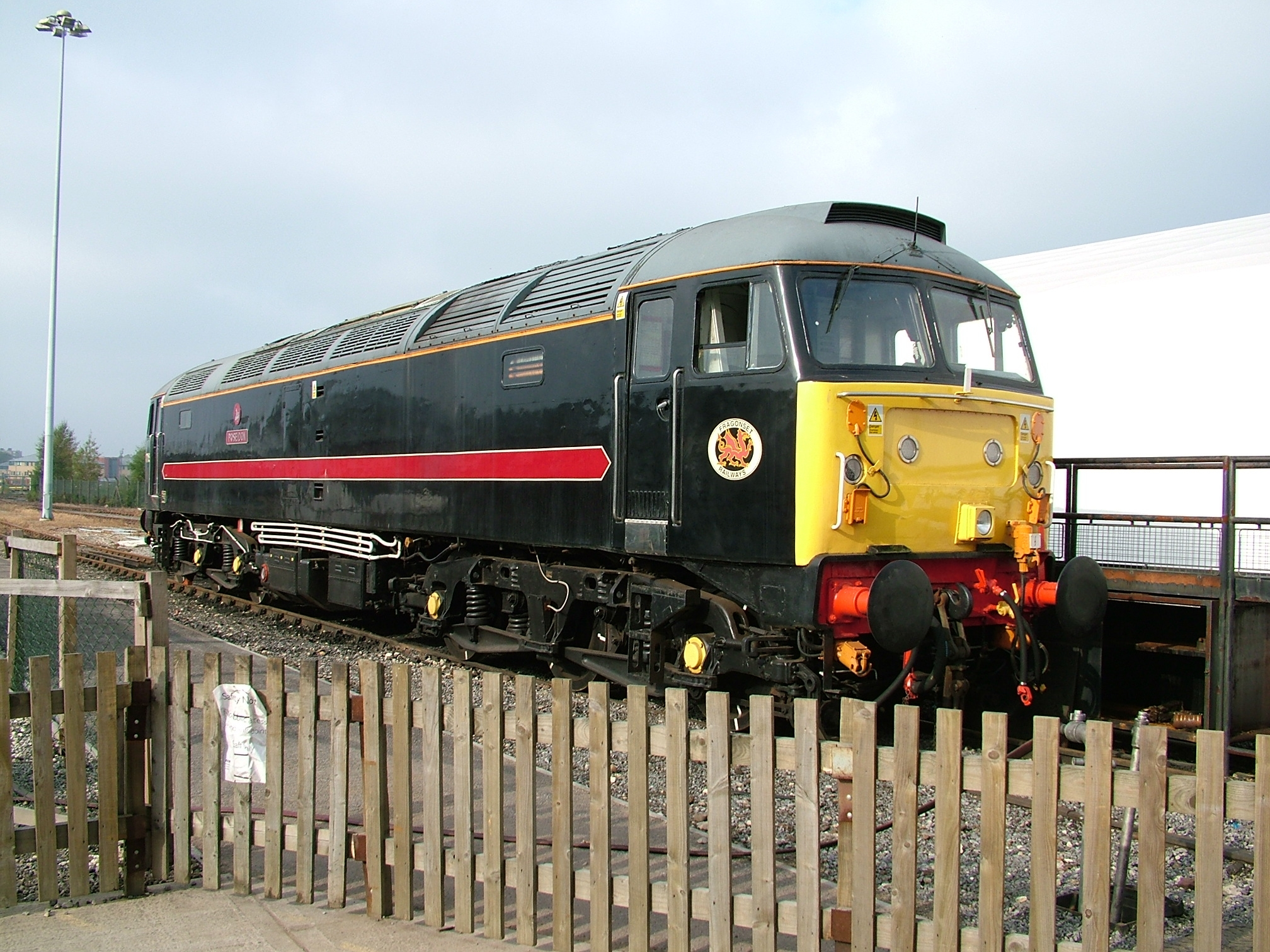
Bewahrte 47 715 Poseidon im National Railway Museum im Jahr 2005
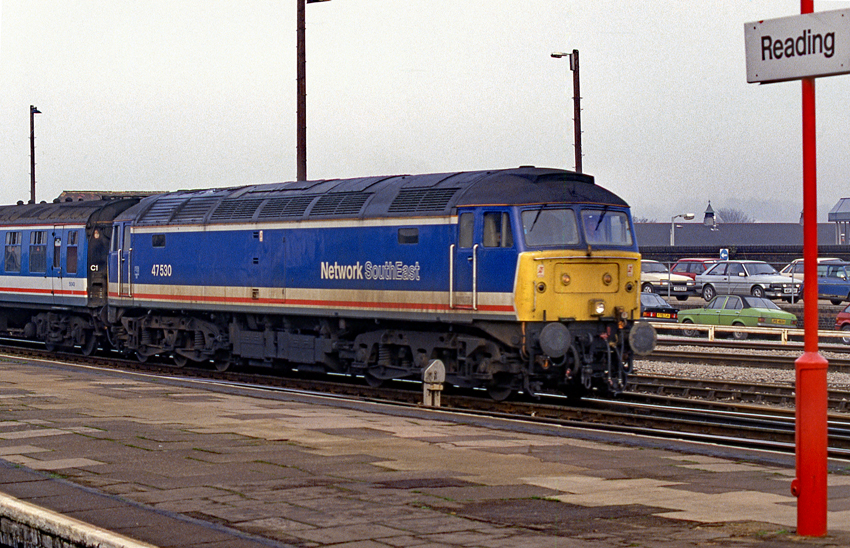
47 530 in den Farben des Network SouthEast in Reading im Jahr 1991
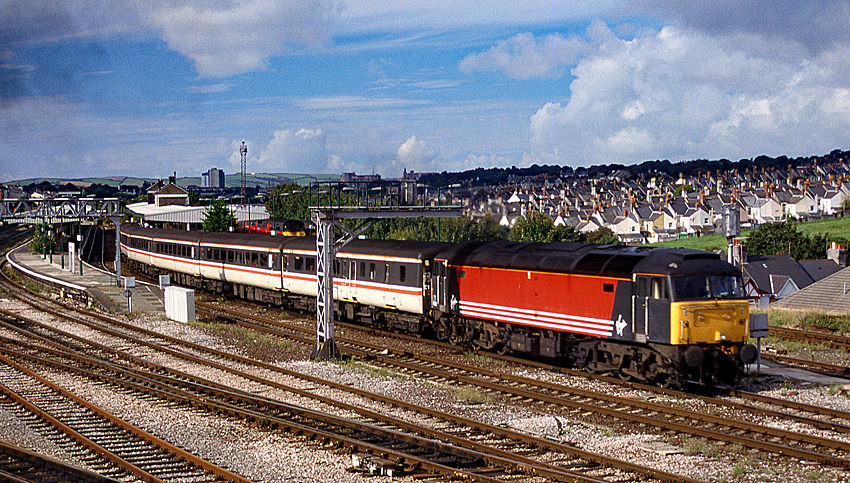
BR-Klasse 47/4 47817 in Virgin-Lackierung, Abfahrt aus Plymouth 1999
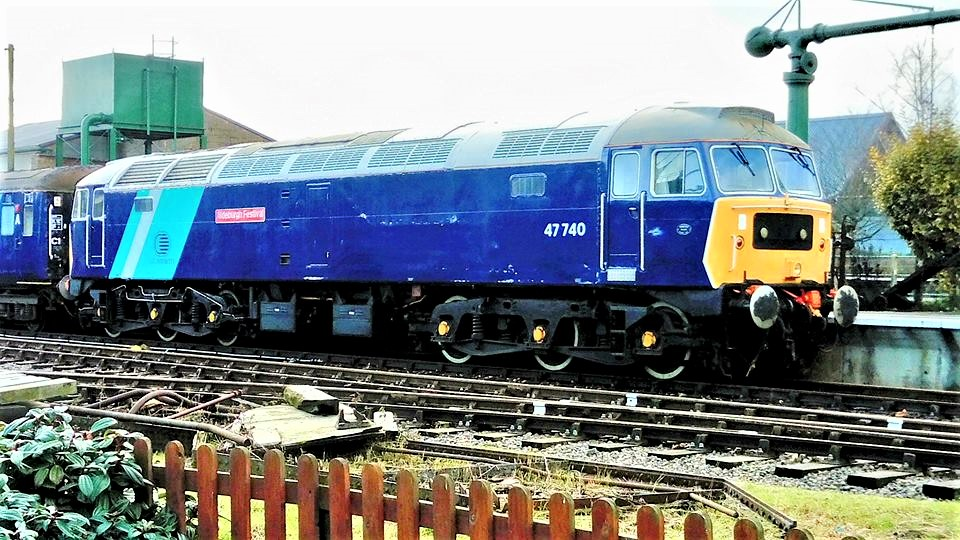
BR-Klasse 47 47596 während der Dreharbeiten zu The Bodyguard im Jahr 2018

## Kuba
Zwischen 1963 und 1966 wurden zehn Lokomotiven ähnlich der British Rail-Klasse 47 an die Ferrocarriles de Cuba (Kubanische Staatsbahn) geliefert. Obwohl sie von Brush gebaut wurden, wurde öffentlich erklärt, dass sie von der Clayton Equipment Company geliefert wurden.